# España en el corazón
España en el corazón: himno a las glorias del pueblo en la guerra es un poemario del poeta chileno ganador del Premio Nobel Pablo Neruda, que expone los horrores de la guerra civil española, y donde además presenta su postura de republicano. En este libro muestra su rostro de poeta combatiente e idealista.
La primera edición, corresponde a Ediciones Ercilla Santiago de Chile, 1937. Fue reimpreso por primera vez en España por el Comisariado del Ejército del Este, ediciones literarias, en una primera edición (impresa en el Monasterio de Montserrat en 1938) de 500 ejemplares numerados y una segunda (1939) sin numerar de 1500. De acuerdo con la «Nota del autor» al final de esta edición, este «Himno a las glorias del pueblo en la guerra» forma parte del tercer volumen de Residencia en la Tierra».
La edición de 1938 es una de las más raras de una obra de Neruda, ya que sólo se conservan seis ejemplares: uno en la Biblioteca del Congreso de los Estados Unidos, en Washington D. C., uno en la Biblioteca del Monasterio de Montserrat, uno en la Biblioteca de Cataluña y dos en la de la Universidad de Barcelona y uno en manos de un coleccionista privado en México. Sin embargo, la segunda edición de 1939 quizá sea más rara aún. El ejemplar que se reproduce en forma virtual en la Biblioteca Virtual Miguel de Cervantes pertenece a esta tirada. 

## Estructura
El libro se compone de 23 poemas de diferente extensión:
| - Invocación - Bombardeo - Maldición - España pobre por culpa de los ricos - La tradición - Madrid (1936) - Explico algunas cosas - Generales traidores - Canto a las madres de los milicianos muertos - Cómo era España | - Llegada a Madrid de la Brigada Internacional - Batalla del río Jarama - Almería - Tierras ofendidas - Sanjurjo en los infiernos - Mola en los infiernos - Los gremios en el frente - Canto sobre unas ruinas - La victoria de las armas del pueblo - Paisaje después de una batalla | - Antitanquistas - Madrid (1937) - Oda solar al ejército del pueblo |